# Mišo Pavićević
Mišo Pavićević (serbokroatisch-kyrillisch Мишо Павићевић; * 21. April 1915 in Pljevlja, Montenegro; † 1995 in Belgrad) war ein Diplomat, Gewerkschaftsfunktionär, Politiker des Bundes der Kommunisten Jugoslawiens (BdKJ) und zwischen 1968 und 1969 Außenminister der Sozialistischen Föderativen Republik Jugoslawien (SFRJ).

## Leben
Pavićević begann nach dem Besuch des Gymnasiums in seiner Geburtsstadt Pljevlja ein Studium der Rechtswissenschaften an der Universität Belgrad, das er 1938 abschloss. 1941 trat er der illegalen Kommunistischen Partei bei und nahm in der Folgezeit am Partisanenkrieg teil, dem sogenannten „Nationalen Befreiungskampf der Völker Jugoslawiens“. Nach Ende des Zweiten Weltkrieges übernahm er zunächst Funktionen im Bund der Kommunisten Montenegros und fungierte zwischen 1947 und 1951 als Sekretär des Zentralrates des Gewerkschaftsbundes (Савез синдиката Југославије).
Im Anschluss trat Pavićević in den diplomatischen Dienst der Sozialistischen Föderativen Republik Jugoslawien ein und war zunächst zwischen 1951 und 1953 Gesandter in Argentinien, Uruguay und Paraguay sowie anschließend von 1953 bis 1955 Botschafter in der Türkei, ehe er von 1955 bis 1958 Botschafter in Griechenland war. Nachdem er zwischen 1958 und 1960 Generalsekretär des Zentralrates des Gewerkschaftsbundes war, wurde er im Dezember 1960 Ständiger Vertreter bei den Vereinten Nationen in New York City und bekleidete diese Funktion bis November 1963. Gleichzeitig war er zwischen 1960 und 1963 Delegierter der Generalversammlung der Vereinten Nationen.
Nach seiner Rückkehr nach Jugoslawien wurde er im Januar 1964 zunächst Beigeordneter Minister im Bundesministerium für Auswärtige Angelegenheiten und anschließend im April 1965 Stellvertretender Bundesminister für Auswärtige Angelegenheiten.
Am 23. Dezember 1968 wurde Pavićević schließlich Nachfolger von Marko Nikezić als Bundesminister für Auswärtige Angelegenheiten (Савезни секретар за иностране послове) und übte dieses Amt bis zu seiner Ablösung durch Mirko Tepavac am 25. April 1969 aus. Zugleich war er Vizepräsident des Bundesexekutivrates und später zeitweise Botschafter in Italien. Er war außerdem Mitglied des Zentralkomitees (ZK) des Bundes der Kommunisten Jugoslawiens (BdKJ).